# Julian Dash
Julian Bennett Dash (* 9. April 1916 in Charleston (South Carolina); † 25. Februar 1974) war ein US-amerikanischer Tenorsaxophonist des Swing.

## Leben und Wirken
Julian Dash gehörte der Tennessee State College Band an, aus der das Erskine Hawkins Orchester hervorging, in dem er ab 1938 spielte. Er wirkte auch bei dessen Komposition „Tuxedo Junction“ (1939) mit. Als Hawkins Mitte der 40er Jahre seine Big Band verkleinerte, gründete er ein eigenes Sextett. Ende der 1940er und Anfang der 1950er Jahre entstanden Aufnahmen mit seiner Combo, der u. a. Henry Coker, Charlie Fowlkes, Billy Kyle, Sonny Payne und Everett Barksdale angehörten, für das Label Sittin’ In With, später noch für Vee Jay Records. Erfolgreich waren seine Titel „Devil’s Lament“ und „Dance of the Mother Bird“ (auf Sittin’ In With) und „Zig Zag“ (auf Vee Jay). Er arbeitete außerdem mit Buck Clayton und wirkte 1953 bei dessen Columbia-Album Buck Clayton Jam Session mit. Anfang der 1960er Jahre spielte er bei Marlowe Morris, 1967 begleitete er Jimmy Rushing auf dessen Album Who Was It Sang That Song?; 1972 nahm er noch mit Jay McShann und Buddy Tate auf (Goin to Kansas City).

## Diskographie
- Complete Recordings 1950-1953 (Blue Moon Records, 2004)

## Lexikalischer Eintrag
- Ian Carr, Digby Fairweather, Brian Priestley: Jazz: The Rough Guide. The Rough Guides, ISBN 1-8582-8137-7
- Carlo Bohländer (Hrsg.): Reclams Jazzführer. Auflage in 2 Bänden (Personen- und Sachteil) 1977 (Reclam)/1980 (Ed. Peters, Leipzig, 1980)